# Inondation de 1993 du Midwest américain
L'inondation de 1993 du Midwest américain s'est produite entre avril et octobre 1993 dans le bassin du fleuve Mississippi et de ses affluents, dont la rivière Missouri, à la suite de pluies soutenues débutant l'automne précédent. L'inondation de la région du Midwest est l'une des plus dévastatrices et des plus coûteuses de l'histoire des États-Unis, causant pour plus de 15 milliards $US (1993) de dégâts et la mort de 50 personnes. Elle a affecté une bonne partie des États du Dakota du Nord, du Dakota du Sud, de l'Illinois, de l'Iowa, du Kansas, du Minnesota, du Missouri, du Nebraska et du Wisconsin, une zone de 1 200 kilomètres de long sur 700 kilomètres de large. La superficie inondée sur ce territoire fut de 80 000 km2. C'est la plus importante inondation depuis celle de 1927 en termes de durée, de surface inondée, de personnes déplacées, de dommages aux récoltes et à la propriété, ainsi que de dépassement du niveau des eaux. L'inondation de 1993 a même dépassé celle de 1927 dans certains domaines.

## Causes

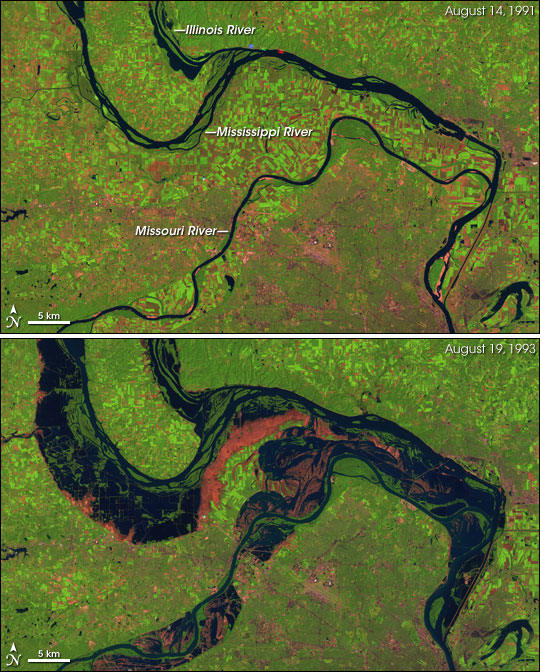
Photos satellites de la jonction du Mississippi et des rivières Missouri et Illinois près de Saint-Louis (Missouri). L'eau en bleu et le sol en vert tels qu'ils étaient avant (en haut) et pendant (en bas) l'inondation de 1993

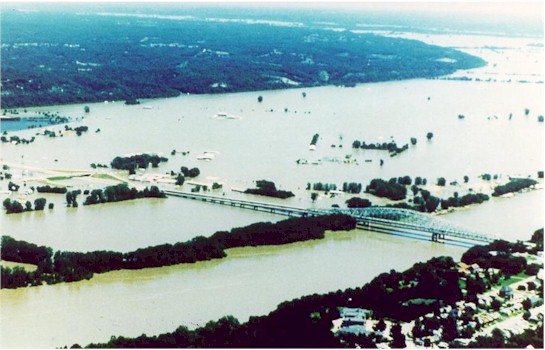
Le Missouri en crue près de Jefferson City (Missouri), en
1993. Remarquez en particulier les habitations et l'autoroute sous les eaux à gauche.

En 1991, la longue éruption du volcan Pinatubo a dispersé dans l'atmosphère de grandes quantités de poussières qui se sont répandues autour du globe. Ces dernières pouvant servir de noyaux de condensation pour la production de précipitations, il a été suggéré que cet apport inhabituel a augmenté les quantités de pluies durant l'année 1992, en particulier durant l'automne dans le Midwest. De plus, l'hiver 1992-93 sur cette région a été particulièrement enneigé. Les sols se sont alors saturés en eau et les réservoirs ont atteint leur niveau maximal dans le bassin du système Mississippi-Missouri.
Durant le printemps 1993, la circulation atmosphérique a suivi un schéma très stable et répétitif amenant des dépressions chargées de pluies sur la zone menacée. Ceci contrastait avec le temps sec qui donnait des conditions de sècheresse dans le sud-est des États-Unis. À la fin du printemps et au début de l'été, la saison des orages a commencé. La présence persistante d'une dépression d'altitude sur l'ouest des États-Unis et d'un anticyclone de surface sur le sud-est permirent d'amener de grandes quantités d'humidité sur les Grandes Plaines depuis le golfe du Mexique. Ces conditions favorables menèrent à la formation de complexes convectifs de méso-échelle à répétition qui arrosèrent encore davantage le bassin. Entre le 1er avril et le 31 août, la partie du centre-est de l'Iowa a reçu jusqu'à 1 250 millimètres et le centre-nord des Grandes Plaines américaines, de 400 à 750 % des précipitations normales. 
À Saint-Louis (Missouri), le National Weather Service (service météorologique américain) a enregistré une montée des eaux dans le bassin du Mississippi/Missouri qui dépassait le niveau d'inondation dans trente-six lieux de l'est du Missouri et du sud-ouest de l'Illinois. Vingt des niveaux atteints ont d'ailleurs dépassé les records précédents établis par les inondations de 1973 sur le Mississippi et de 1951 sur la rivière Missouri.
Les digues, établies le long des rivières pour en contrôler le cours depuis les catastrophes précédentes, ont cédé en un millier d'endroits. Certaines ont également été coupés intentionnellement afin de sauver des villes importantes au prix d'inondation de large portions de terres agricoles. En Illinois, un homme a été reconnu coupable d'avoir causé l'inondation catastrophique d'une superficie de 57 km2, en enlevant des sacs de sable qui renforçaient la digue, à seule fin d'empêcher le retour de son épouse de l'autre côté de la rivière et de pouvoir ainsi continuer à faire la fête,.

## Chronologie

### Avril, mai et juin

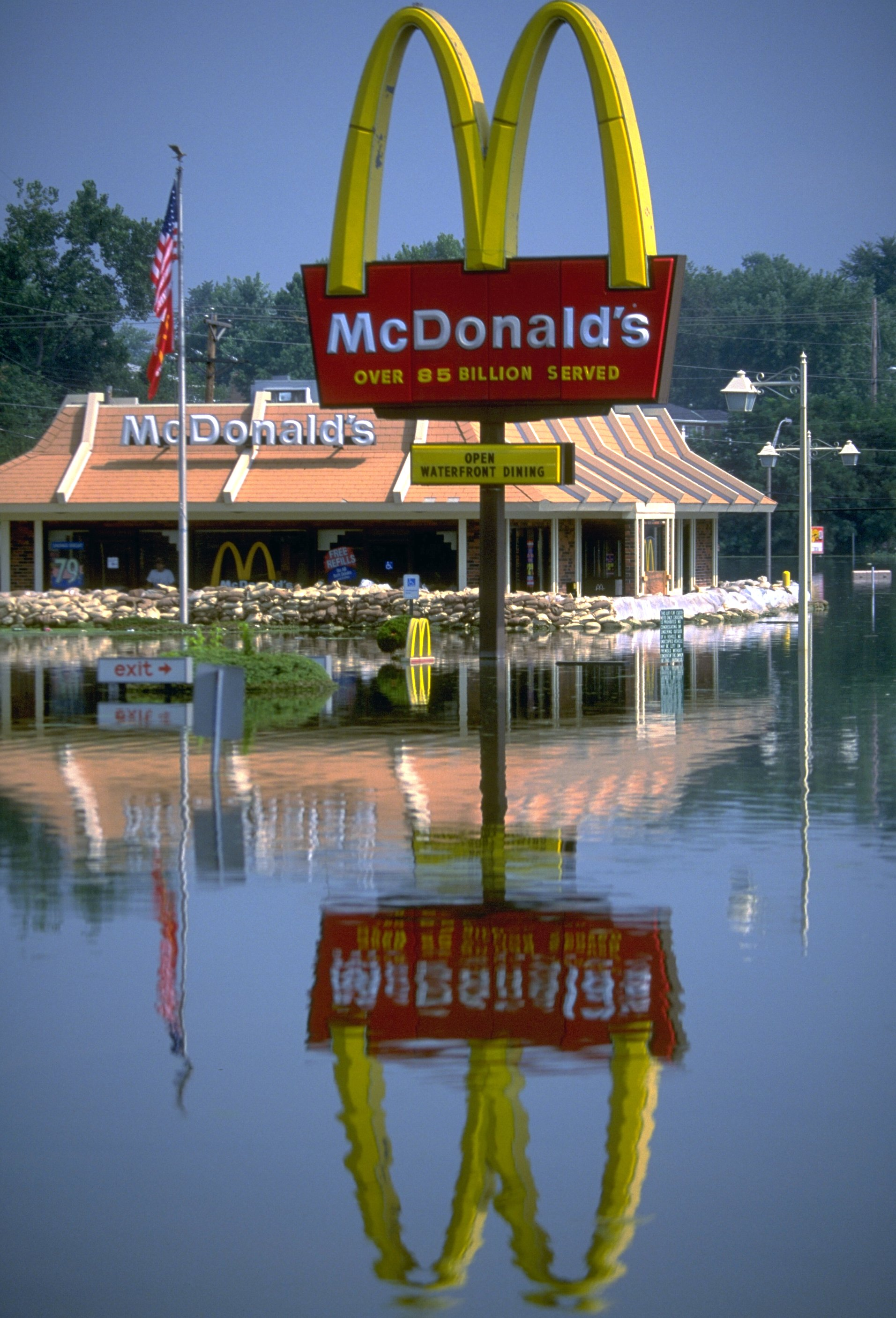
Inondation du fleuve Mississippi à Festus (Missouri).

En avril, le Mississippi atteignit une cote de 2 à 3 mètres supérieur au niveau d'inondation puis une légère décrue s'amorça. En mai, le fleuve était à nouveau en proie à une crue similaire puis au début de juin, une nouvelle décrue le ramena sous la cote d'alerte. De sérieuses inondations avaient été dues à la rivière Redwood au Minnesota dès le mois de mai. Le 22 de ce même mois, Sioux Falls (Dakota du Sud) reçut 192 millimètres de pluie en trois heures seulement. Durant la période de mai à juillet, 575 millimètres tombèrent ce qui en fait la période de trois mois la plus pluvieuse de l'histoire de cette ville.
Il est tombé de 25 millimètres à Kansas City (Missouri) à 100 millimètres à Springfield (Missouri) de plus que la normale en juin et les eaux du Mississippi s'approchèrent à nouveau du seuil critique à partir de la deuxième semaine sur la grande partie de son cours. La rivière Black au Wisconsin ainsi que les rivières Missouri et Kansas commençaient à déborder localement. Dès le 7 juin, certaines digues cédèrent ou furent submergées. Ces débordements retardèrent la survenue de la cote maximale du niveau des rivières alors que l'eau envahissait les terres agricoles plus basses, pendant ce temps la pluie continuait.

### Juillet
Les pluies torrentielles persistaient en juillet sur les bassins de la rivière Missouri et le haut Mississippi dans les États d'Iowa, du Kansas, du Nebraska, des deux Dakota, de l'Illinois et du Minnesota. Les accumulations locales sous les complexes convectifs de méso-échelle étaient souvent de l'ordre de 125 à 175 millimètres en 24 heures. Ceci donna des accumulations mensuelles qui allaient de 25 millimètres de plus que la normale à Saint-Louis et Springfield au Missouri jusqu'à 175 millimètres de plus que celle-ci à Columbia (Missouri) et Kansas City. Les niveaux de ces rivières dépassèrent donc les records et causèrent même des problèmes aux instruments de mesure non prévus pour de tels dépassements. 
Du 11 juillet au 22, l'usine de traitement des eaux de Des Moines (Iowa) fut inondée par la rivière Raccoon et dut cesser son fonctionnement ce qui priva la population d'eau potable. L'Army National Guard (milice américaine) et la Croix-Rouge durent mettre sur pied des points de distribution d'eau et l'embouteilleur local de la bière Anheuser-Busch distribua des paquets de six bouteilles d'eau au logo de la compagnie. Après la remise en marche de l'usine, la pression était faible et l'eau n'était plus potable jusqu'au 28 juillet, on ne pouvait l'utiliser que pour le bain et la toilette. Tout revint en ordre au mois d'août.
La rivière Missouri rejoint le Mississippi juste en amont de Saint-Louis. Le niveau maximum du Mississippi stagna au niveau de l'inondation de 1973 quelque temps mais la crue de la Missouri atteignit le confluent au bout de deux jours. Les deux flux combinés (se rejoignant dans le Mississippi en aval) menacèrent Saint-Louis (Missouri) et Chester (Illinois). Plus de 1 000 avis et avertissements météorologiques avaient été envoyés pour prévenir les résidents et les autorités locales de l'avancée de la crue, cinq fois la normale. En prévision de cette montée des eaux, une grande quantité de sacs de sable avaient été placés le long des berges et des digues de la partie sud de la rivière Missouri, de la rivière des Pères à Saint-Louis, du Mississippi et de divers affluents. Certains de ces travaux ont permis d'éviter l'inondation mais de nombreuses digues ont quand même été submergées causant l'évacuation des résidents vers des terres plus élevées et des dégâts matériels importants.
À Saint-Louis, le niveau du fleuve avait atteint six mètres au-dessus du seuil critique le 1er août, son plus haut niveau depuis 228 ans. Le mur de retenue des crues autour de la ville, haut de seize mètres et construit pour contenir une crue identique à celle de l'inondation de 1844, parvint à éviter le débordement de justesse. L'eau était parvenue à seulement 0,6 mètre de son sommet. La crête de l'onde se dirige ensuite vers le confluent de la rivière Ohio à Cairo (Illinois). Seuls des débordements mineurs ont été signalés plus loin car l'Ohio, situé à l'est des États-Unis, n'avait pas subi de fortes précipitations et se trouvait même en état de sècheresse. Si l'Ohio avait apporté des quantités d'eau importantes, l'inondation aurait alors probablement été plus dévastatrice que celle de 1927 sur le bas Mississippi.

### Août
Le 1er août, le débit du Mississippi était de 30 600 m3/s, de quoi remplir chaque seconde plus de 10 piscines olympiques. Les digues cédèrent alors près de Columbia (Illinois), inondant une région de 190 km2 dont les villes de Valmeyer (Illinois) et Fults (Illinois). Le flot sur les basses terres s'écoulait parallèlement au fleuve et approcha les digues protégeant les sites historiques de Prairie du Rocher et de Fort de Chartres. Le 3 août, les autorités décidèrent de créer une brèche dans la digue en amont de ces points afin de permettre de réorienter les flots vers le fleuve. Le plan s'avéra bon et le résultat fut un succès.

## Conséquences

Zoom du bassin versant (ligne cyan) dans lequel on retrouve les 80000 km2 inondés (en marine)

On estime que sept cents digues privées construites sur le long du Missouri, pour les besoins agricoles, ont été submergées ou détruites. À la suite de ces dégâts, certaines zones le long du Mississippi furent inondés pendant près de deux cents jours (195 jours à Grafton (Illinois), 186 jours à Clarksville (Missouri), 183 jours à Winfield (Missouri), 174 jours à Hannibal (Missouri) et 152 jours à Quincy (Illinois)) alors que sur le Missouri, l'inondation dura jusqu'à presque cent jours (62 jours à Jefferson City (Missouri), 77 jours à Hermann (Missouri) et 94 jours à Saint Charles (Missouri) dans la région métropolitaine de Saint-Louis). 
Ce n'est que le 7 octobre 1993 que le niveau du fleuve est revenu sous le niveau critique à Saint-Louis. Approximativement 10 000 résidences furent détruites par les flots et 60 000 km2 de terres agricoles furent submergées. Soixante-quinze villes et villages furent inondés dont les villes de Valmeyer et Rhineland (Missouri). Ces dernières furent abandonnées définitivement et reconstruites sur des terres plus élevées. 
La navigation sur le Missouri et le Mississippi avait été interrompue à partir de juillet pour une durée d'environ deux mois, amenant des pertes économiques de 2 millions $US par jour (1993). Il y a eu officiellement trente-deux décès mais on estime à près de cinquante le nombre probable de victimes. Les pertes matérielles sont estimées entre 15 et 20 milliards $US (1993).

### Comparaisons

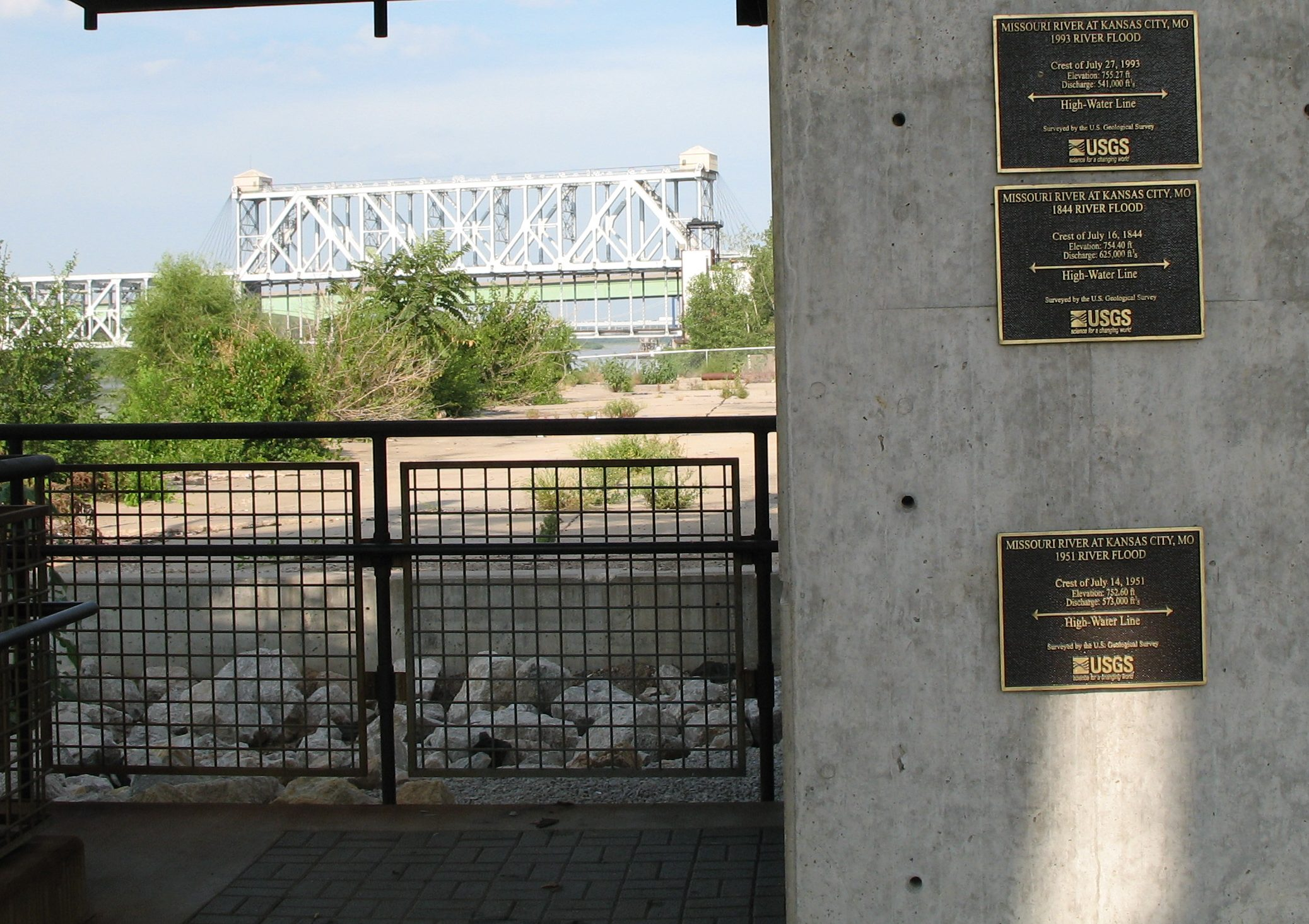
Plaques de la US Geological Survey montrant les niveaux atteints, de haut en bas, lors des inondations de 1993, 1844 et 1951 à Westport Landing (Kansas City) sur la rivière Missouri

La construction de digues pour canaliser le tracé des rivières dans le MidWest et éviter les inondations a eu des effets divers lors de situation critiques. Voici une comparaison des trois plus importantes inondations rapportées :
- L'inondation de 1844 est la plus importante des annales américaines dans la région de Kansas City. On estime que le débit à Westport Landing était de 17 700 m3/s mais le niveau maximal atteint par la rivière Missouri le 16 juillet était inférieur de 0,3 mètre à celui de l'inondation de 1993.
- L'inondation de 1951, la seconde en importance, donna un débit de 16 200 m3/s et une crête des eaux le 14 juillet inférieure de 0,6 mètre à celui de 1993. Elle fut cependant la plus dévastatrice dans cette région parce que le système de digues céda, n'étant pas conçu pour un tel niveau, détruisant le parc à bestiaux qui faisait la réputation de Kansas City. L'aéroport international de Kansas City fut construit par la suite à un endroit éloigné de la rivière pour remplacer l'aéroport Fairfax alors lourdement endommagé.
- L'inondation de 1993 se caractérisa par de plus hauts niveaux mais un débit plus faible, à 15 300 m3/s. Les digues reconstruites après 1951 selon des normes plus exigeantes ont tenu et l'impact a été moindre.